# Singopadu (Tulangan)
Singopadu is een bestuurslaag in het regentschap Sidoarjo van de provincie Oost-Java, Indonesië. Singopadu telt 2835 inwoners (volkstelling 2010).